# Дієґо Аяла (тенісист)
Дієґо Аяла (ісп. Diego Ayala; нар. 29 квітня 1979) — колишній аргентинський тенісист.
Найвищу одиночну позицію світового рейтингу — 431 місце досяг 28 серпня 2000, парну — 100 місце — 28 липня 2003 року.

## Фінали Туру ATP за кар'єру

### Парний розряд: 1 (0–1)
| Результат | Дата          | Турнір            | Рівень               | Покриття | Партнер        | Суперник             | Рахунок          |
| --------- | ------------- | ----------------- | -------------------- | -------- | -------------- | -------------------- | ---------------- |
| Поразка   | 27 липня 2003 | Індіанаполіс, США | Серія ATP Інтернешнл | Тверде   | Роббі Джінепрі | Маріо Анчич Енді Рам | 6–2, 6–7(3), 5–7 |

## Титули на челленджерах

### Парний розряд: (3)
| Ранг | Рік  | Турнір           | Покриття | Партнер        | Суперники                      | Рахунок          |
| ---- | ---- | ---------------- | -------- | -------------- | ------------------------------ | ---------------- |
| 1.   | 2002 | Сан-Антоніо, США | Тверде   | Роберт Кендрік | Г'юго Армандо Душан Вемич      | 6–2, 6–4         |
| 2.   | 2003 | Вайколоа, США    | Тверде   | Роберт Кендрік | Левар Гарпер-Гріффіт Алекс Кім | 4–6, 7–6(2), 6–2 |
| 3.   | 2003 | Фресно, США      | Тверде   | Тревіс Перротт | Пол Голдстейн Джефф Моррісон   | 7–5, 4–6, 6–3    |